# キャリオク
キャリオクは、ソフトバンクグループ子会社であるSBヒューマンキャピタル株式会社が運営するオークション型の転職サイトである。2019年3月26日よりサービスを開始した。

## 概要
キャリオクには、求人情報は一切掲載されておらず、求職者が会員登録して職務経歴を登録すると、興味を持った企業からのオファーが届く仕組みである。求職者は無料でサービスを利用することができ、企業もアカウント登録やオファー送信は無料で、オファー承諾時に課金が発生する仕組みとなっている。
「オークション型キャリア転職サイト」として、2020年8月25日にビジネスモデル特許（特許第6754455号、人材オークションシステム、人材オークション方法、サーバ装置、及びプログラム）を取得している。

## 沿革
2019年3月26日：オークション型転職サイト「キャリオク」のサービスを開始。

## プロモーション
2019年4月：ブランドアンバサダーにキングコングの西野亮廣を起用し、TVCMを放送開始。
2020年4月：キングコングの西野亮廣と梶原雄太がコンビで出演する対談形式の新CMの放送開始。